# Millingen aan de Rijn
Millingen aan de Rijn este o comună și o localitate în provincia Gelderland, Țările de Jos. În 2015 a fost reorganizată teritoriul său fiind inclus în comuna Groesbeek.